# Отголоски прошлого
«Отголоски прошлого» (англ. Little Ashes) — фильм режиссёра Пола Моррисона, снятый в 2008 году.

## Сюжет
1922 год. В Мадриде встречаются два молодых испанца — южанин Федерико Гарсия Лорка и каталонец Сальвадор Дали. Оба становятся своеобразными революционерами в искусстве: Федерико в поэзии, а Сальвадор в живописи. Не только творчество сближает молодых людей — между ними возникает взаимное чувство, что вызывает негативную реакцию со стороны их друга — Луиса Бунюэля, который то ли ненавидит «извращенцев», то ли ревнует.
Федерико соблазняет Сальвадора, однако попытка сексуальной близости между ними оказывается неудачной. Вскоре после этого Дали уезжает в Париж. Когда он вновь приезжает в Испанию, то уже считает себя величайшим гением Испании. Вдобавок между друзьями встаёт новое препятствие — у Дали Гала, а у Лорки Магдалена, которая вынуждает поэта вступить с ней в связь прямо на глазах шокированного Сальвадора. Пути друзей расходятся.
8 лет спустя. 1936 год в Испании. Лорка примыкает к революционерам, а Дали ведёт роскошную жизнь в своём особняке. Во время встречи Федерико предлагает другу поддержать республиканцев, тогда как Сальвадор предлагает заняться совместным творческим бизнесом в США. Их пути расходятся окончательно. Несмотря на предупреждения Бунюэля, Лорка уезжает в Гранаду, где его арестовывают, а затем расстреливают франкисты.

## В ролях
- Роберт Паттинсон — Сальвадор Дали
- Хавьер Бельтран — Федерико Гарсиа Лорка
- Мэттью Макналти — Луис Бунюэль
- Марина Гатель — Магдалена
- Симон Андреу — Фернандо де Валье
- Рубен Арройо — Рафаэль
- Адриан Девант — Титиритеро
- Рамон Энрич Боррельяс — профессор
- Сью Флэк — сеньора
- Диана Гомес — Ана Мария
- Арли Ховер — Гала Дали
- Ферран Лаос — сеньор Милагро
- Эстер Нубиола — Адела